# Pohronský Bukovec
Pohronský Bukovec est un village de Slovaquie situé dans la région de Banská Bystrica.

## Histoire
Première mention écrite du village en 1563.

## Démographie

### Évolution de la population
| Année:               | 1994. | 2004. | 2014. | 2024.    |
| -------------------- | ----- | ----- | ----- | -------- |
| Nombre de personnes: | 100   | 88    | 110   | 123      |
| Différence:          |       | -12 % | +25 % | +11,81 % |

| Année:               | 2023. | 2024.   |
| -------------------- | ----- | ------- |
| Nombre de personnes: | 124   | 123     |
| Différence:          |       | -0,80 % |